# Missione Nuestra Señora del Santísimo Rosario de Viñacado
La Missione di Nuestra Señora del Santísimo Rosario de Viñadaco fu la prima missione domenicana nella Bassa California, fondata nel 1774 da Vicente Mora e Francisco Galisteo vicino alla moderna città di El Rosario.

## Storia
Quando i domenicani rilevarono le missioni della Bassa California dai francescani nel 1773, le missioni nella parte centrale e meridionale della penisola erano in evidente declino, poiché le loro popolazioni native si stavano riducendo sotto l'impatto delle malattie importate dal Vecchio Mondo. Tuttavia la parte settentrionale della penisola, solo recentemente perlustrata da Gaspar de Portolá e Junípero Serra, aveva un potenziale molto maggiore.
La località di El Rosario, sita sulla costa occidentale tra i più settentrionali dei nativi Cochimí, fu scelta come luogo per la prima missione domenicana.
La località era stata identificata dal José Velásquez nel 1770 ed era stata la favorita dai francescani come luogo di potenziali missioni. Il nome dei nativi locali ebbe più varianti, quali Viñadaco, Miñaraco e Viñatacot.
Nel 1802 la missione fu spostata dal suo luogo originario in una località a una distanza di circa 6 chilometri vicina alla costa con più spazio, più terra da coltivare e miglior accesso ai rifornimenti esterni. Quando la seconda località cessò di funzionare come missione nel 1832, passò ai residenti locali. Rovine di muri e di fondamenta di entrambe sono ancora oggi presenti.